# Preseľany
Preseľany (in ungherese Nyitrapereszlény) è un comune della Slovacchia facente parte del distretto di Topoľčany, nella regione di Nitra.